# Szentélyrekesztő

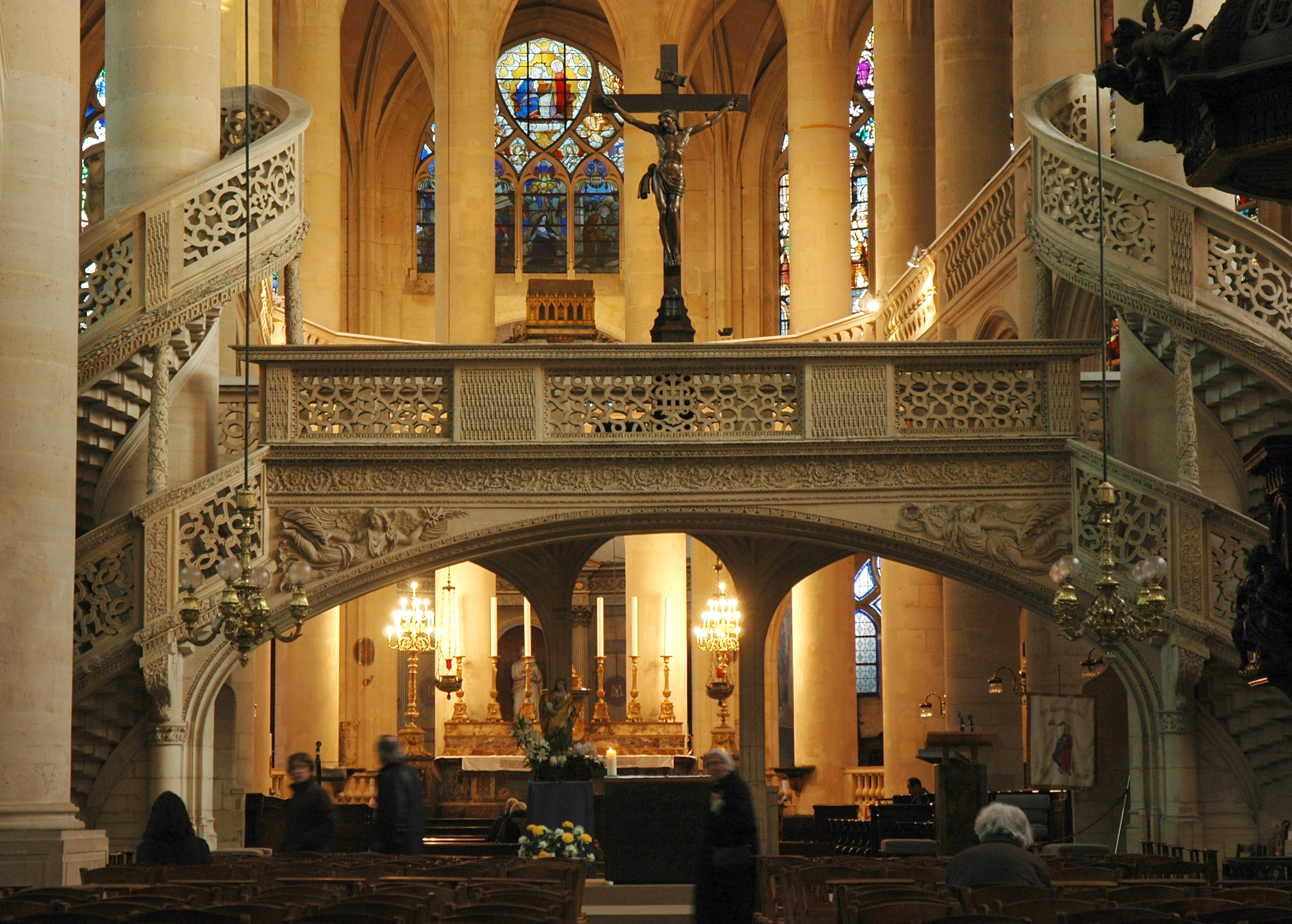
Szentélyrekesztő a párizsi Saint-Étienne-du-Mont templomban

A szentélyrekesztő (németül Lettner - a latin lectorium, azaz olvasóállvány szóból, miután az olvasóállványt gyakran építették egybe a rekesztővel) szerzetesi templomokban a szerzetesek részére fenntartott helyet a laikusok részétől (a templomhajót a kórustól) elválasztó, gazdagon díszített elem. Egyes esetekben (például Exeterben) itt helyezték el az orgonát. Állandó alkotórésze a felső galéria díszes – általában az utolsó ítélet vagy a passió témaköréből választott – ábrázolással.

## Példák
- Párizs,  Saint-Étienne-du-Mont,
- Naumburgi dóm,
- Exeter, katedrális

## Sorsuk
A szentélyrekesztőket a 16. századtól kezdve nagyrészt lebontották, mivel eltakarták a  miséző papot a hívek elől.